# Чавыча (вулкан на Камчатке)
Чавыча — потухший вулкан в Анаунском вулканическом районе Срединного хребта полуострова Камчатка.
Располагается в северо-западной части района, занимая водораздельный участок междуречья рек Янпат и Чавыча.
Форма вулкана — плоский щит, венчается тремя вершинами. Абсолютные высоты вершин близки друг к другу и составляют 1161 м, 1190 м и 1153 м, имеет несколько вытянутую в широтном направлении форму с осями 16 × 10 км и площадью 144 км2. Абсолютная высота — 873 м, относительная — 500 м. Объём изверженного материала (базальта) — 30 км3.

Деятельность вулкана относится к среднечетвертичному периоду.